# Krysí stezky
Krysí stezky (angl. Ratlines) je pojmenování pro systém únikových cest, díky němuž nacisté a fašisté prchali z Evropy v závěru druhé světové války. Tyto trasy vedly zejména do Jižní Ameriky, konkrétně do Argentiny, Paraguaye, Brazílie, Uruguaye, Chile a Bolívie. Cílem lidí, snažících se uniknout zodpovědnosti za své činy během války, však byly i destinace ve Spojených státech, Velké Británii, Kanadě a na Středním Východě.
Existovaly dvě hlavní trasy: první vedla z Německa do Španělska, a poté do Argentiny; druhá z Německa do Říma a dále přes Janov do Jižní Ameriky.

## Alois Hudal
Významnou postavou krysích stezek byl rakouský katolický biskup Alois Hudal, který pracoval v Římě. Ke konci druhé světové války a po ní pomáhal k útěku nacistickým zločincům, většinou do Argentiny. Celkově pomohl uprchnout minimálně několika tisícům lidí. Novou identitu a řadu let na svobodě díky němu získal např. německý válečný zločinec Adolf Eichmann nebo velitel vyhlazovacích táborů v Sobiboru a Treblince Franz Stangl.
Díky skrývaní uprchlíků v klášterech, jejichž obyvatelé většinou netušili, o koho jde, se zdařil útěk také mnoha vedoucím představitelům chorvatského ustašovského režimu.